# Дульгиер, Юрий Александрович
Юрий Александрович Дульгиер (8 ноября 1904, Кременец, Волынская губерния — 1998 или 1999, Москва) — советский архитектор. Помощник А. В. Щусева. Член Союза архитекторов СССР с 1934 года.

## Биография

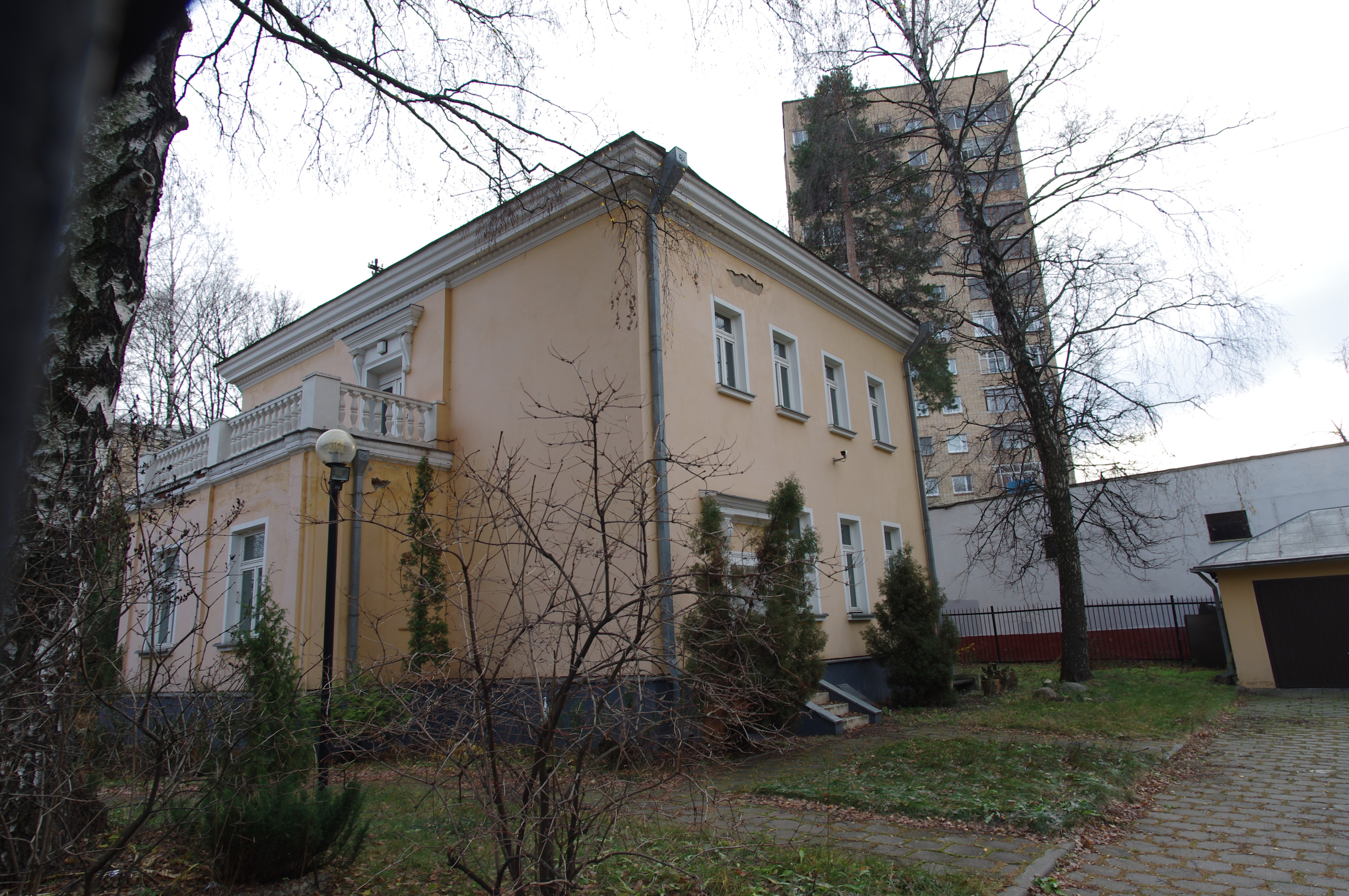
Один из особняков на Пехотной улице

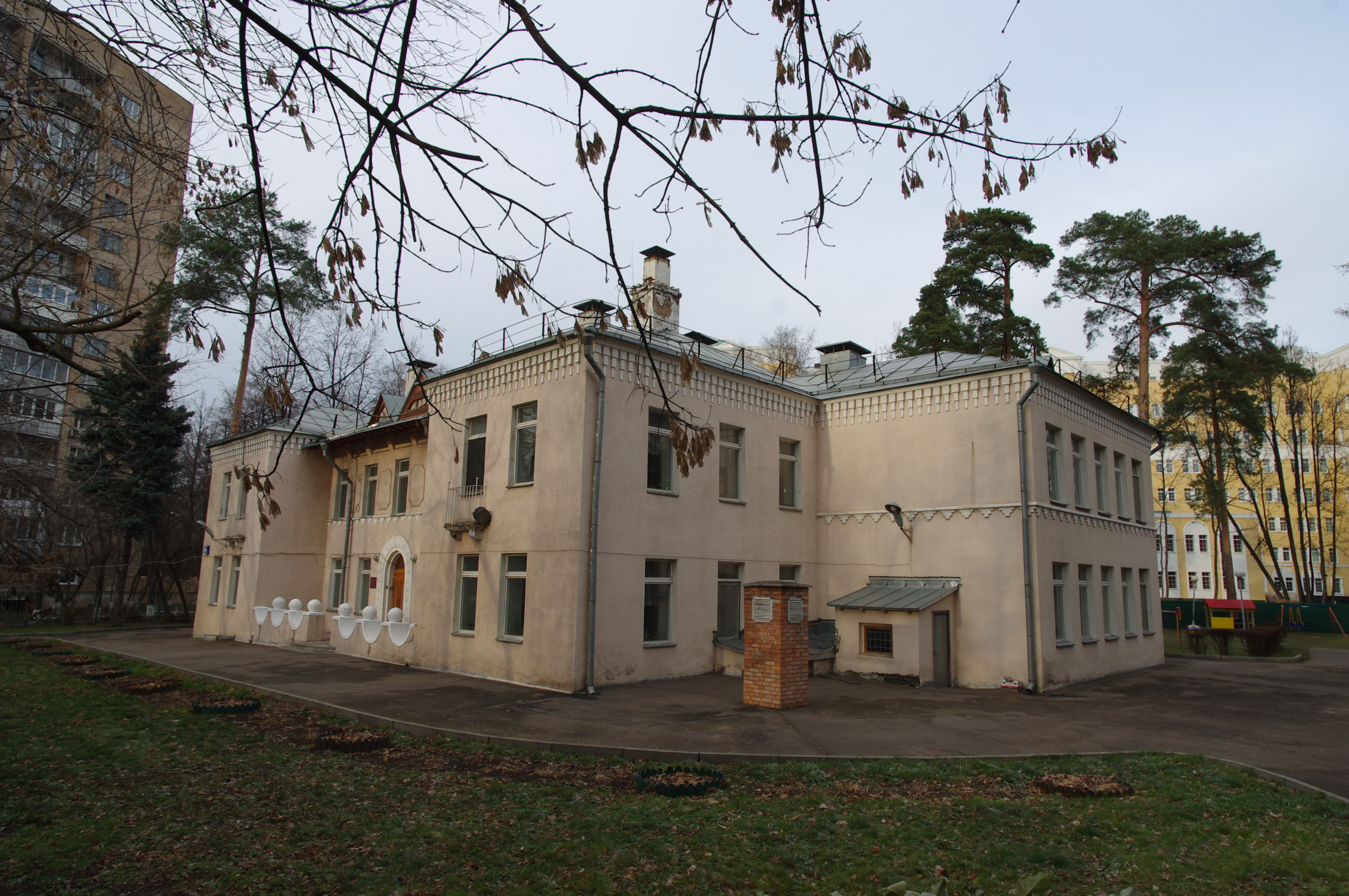
Детский сад Курчатовского института

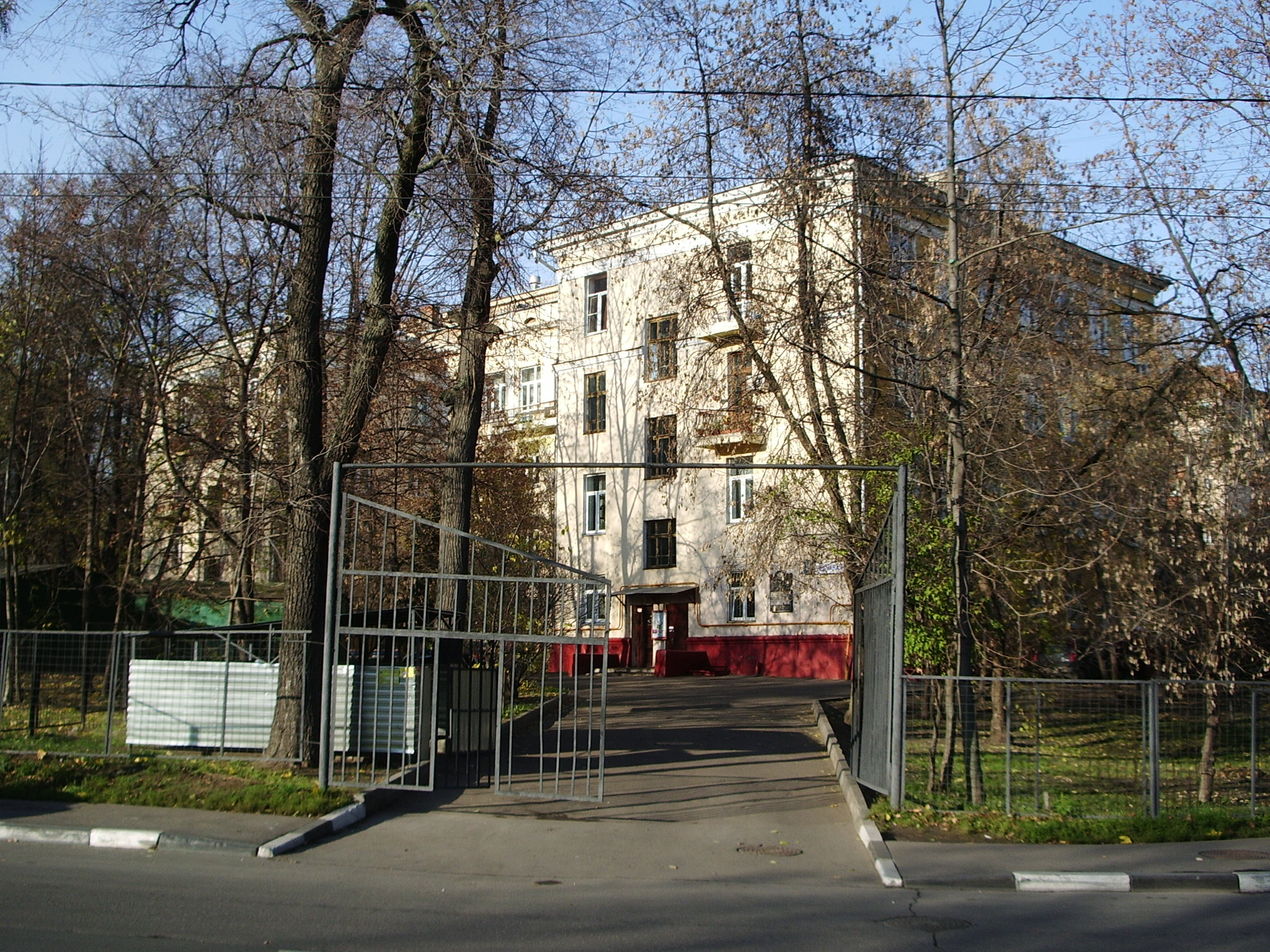
Дом физиков-ядерщиков на Песчаной улице

Юрий Дульгиер родился 8 ноября 1904 года в городе Кременце Волынской губернии (ныне Тернопольская область Украины) в семье служащего. Некоторое время жил в Овруче, потом в Житомире, где пошёл в гимназию. В 1917 году с семьёй переехал в Москву. Учился в гимназии, затем в школе 2-й ступени. В 1925 году окончил школу и поступил в Московский политехникум (ныне Московский государственный строительный университет).
С 1929 года, ещё во время учёбы, начал работать помощником в мастерской архитектора А. В. Щусева. Участвовал в разработке проекта здания Наркомзема и других проектов. В 1929—1930 годах в составе группы архитекторов занимался техническим исполнением проекта Мавзолея Ленина, выполненного А. В. Щусевым.
В 1930 году окончил институт и поступил на работу в Моспроект в качестве архитектора. Одновременно продолжал работать в мастерской А. В. Щусева. Разработал конкурсный проект Дома культуры в Архангельке и типовой проект аэровокзалов.
В 1931 году был призван в Красную армию и зачислен в Военно-строительный отдел Московского военного округа. По его проектам были построены различные армейские сооружения (казармы, лагерные объекты и другие). Получил 1-ю премию за конкурсный проект здания управления аэродрома.
В 1932 году Юрий Дульгиер был откомандирован в Управление строительства Дворца Советов, где в составе группы А. В. Щусева занимался работами по проектирования Дворца Советов. Демобилизовался в 1932 году и продолжил работать у А. В. Щусева, перейдя в его мастерскую при архитектурно-планировочном управлении Моссовета. В 1934 году, после организации архитектурных мастерских, перешёл во 2-ю мастерскую, руководимую А. В. Щусевым. Был его помощником и соавтором по ряду проектов: гостиница «Москва», конкурсный проект здания ИМЭЛ в Тбилиси, проект Центрального дома колхозника, эскизный проект оперного театра Алишера Навои в Ташкенте и другие. Выполнил ряд самостоятельных проектов. В частности, по его проектам были построены две школы: на Большой Дорогомиловской улице и в Большом Факельном переулке.
В 1938 году перешёл в «Академпроект», где продолжил работать помощником А. В. Щусева. Участвовал в проектировании зданий Академии архитектуры СССР и Института органической химии, в разработке проекта реконструкции Садового кольца. В 1938 году выполнил конкурсный проект четырёхквартирной секции жилого дома (5-я премия), который, по мнению архитектора К. Джуса, страдал рядом недостатков. В 1939 году совместно с М. В. Бузоглы выполнил типовой проект двухзального кинотеатра на 800 мест (2-я премия конкурса). По мнению архитекторов Н. Колли и В. Щербакова, в этом проекте имелся избыток обслуживающих помещений.
В 1939 году совместно с архитекторами Д. Е. Бабенковым и Б. М. Землером принимал участие в экспедиции по обследованию памятников народного деревянного зодчества в бассейне реки Онеги. Выполнил ряд эскизов и зарисовок, некоторые из которых вошли в книгу «Русское деревянное зодчество» (1942).
После начала Великой Отечественной войны Юрий Дульгиер добровольно вступил в ополчение. Его воинская часть занимала оборону под Наро-Фоминском. Вскоре приказом Верховного командования он был отозван как специалист. С осени 1941 до 1943 года находился в эвакуации. Работал в Государственном союзном проектном институте, занимался проектированием оборонных объектов на Урале и в Сибири.
После возвращения в Москву продолжи работу в мастерской «Академпроекта». Занимал там должности старшего архитектора, начальника архитектурного отдела, главного архитектора проекта. Был помощником А. В. Щусева по строительной части. В 1956 году окончил курсы повышения квалификации архитекторов при МОСА.
Под руководством А. В. Щусева занимался проектированием и строительством первоочередных проектов Лаборатории № 2 АН СССР в Москве (ныне Курчатовский институт) сразу после её создания в 1943 году. По его проекту было реконструировано переданное Академии наук здание ВИЭМ, построенное ещё до войны по проекту Н. Е. Лансере. На основании имевшихся чертежей Юрий Дульгиер выполнил перепланировку правой части корпуса с размещением в ней жилых квартир. В левой и центральной части разместились лаборатории, специальные установки и административные помещения. Позднее по проектам Юрия Дульгиера для Лаборатории № 2 были построены лабораторный павильон для хранения активных веществ, материальный склад, (позднее переоборудованный в АТС) и склады горюче-смазочных материалов. Для обеспечения жильём сотрудников Лаборатории № 2 по его проекту была выполнена перепланировка пустующей школы у метро «Сокол» (Песчаная улица, 10). Из комплекса зданий Лаборатории № 2 по проекту Дульгиера был построен корпус «В» (В. И. Меркина) и объект № 37 (реактор РФТ), которому по просьбе И. В. Курчатова был придан облик непромышленного здания. Он выполнил проекты двух типов коттеджей для руководящих работников Лаборатории № 2, по которым были построены 8 домов на Пехотной улице. По типовому проекту неподалёку было сооружено здание детского сада. В 1949—1954 годах по проекту Юрия Дульгиера на улице Маршала Новикова были построены четырёх- и пятиэтажные жилые дома с торговыми помещениями  (дома № 7, 9, 11; в соавторстве с А. В. Щусевым). В начале 1950-х выполнил проект реконструкции корпуса «К» (И. В. Курчатова) и расширения корпуса «А» (Л. А. Арцимовича). Занимая должность руководителя сектором архитектурной мастерской № 3 в ГипроНИИ, участвовал в проектировании объектов Курчатовского института до конца 1950-х годов.
Участвовал в проектировании пионерского лагеря Лаборатории № 2 «Голубое» в районе подмосковного Крюкова. В 1947 году по заданию правительства выполнил проект дома для академиков (совместно с инженером М. А. Щусевым). Это одноэтажный дом с мансардой, конструкция — сборная щитовая. На первом этаже размещались четыре жилые комнаты, кухня, туалет, ванная, остеклённая веранда и открытая терраса. В мансарде размещались две жилые комнаты. По этому проекту были построены дачи для академиков в подмосковных посёлках Абрамцево и Мозжинка.
Занимался послевоенной реконструкцией Сталинграда и Истры. Был автором и соавтором ряда проектов корпусов институтов (физического, химической физики, микробиологии, квантовой электроники, тепломассообмена, высоких температур). Выполнил надгробие П. В. Худякова на Новодевичьем кладбище (совместно со скульптором С. Д. Лебедевой).
В 1966 году вышел на пенсию. В 1967—1983 годах периодически работал внештатным экспертом при Президиуме Академии наук СССР и ГлавАПУ. В конце 1990-х годов, незадолго до своей смерти, написал в газету «Правда» письмо в защиту Мавзолея Ленина.
Жил в Москве по адресу: 3-й Щукинский проезд, дом 3 (ныне улица Маршала Василевского, дом 1, корпус 2).

## Награды
- Медаль «За доблестный труд в Великой Отечественной войне 1941—1945 гг.»[2]
- Медаль «В память 800-летия Москвы»[2]